# SN 2005fq
SN 2005fq – supernowa typu II odkryta 14 września 2005 roku w galaktyce A005344-0033. W momencie odkrycia miała maksymalną jasność 21,50m.